# Norton-sub-Hamdon
Norton-sub-Hamdon est une paroisse civile et un village du Somerset, en Angleterre.